# Zbigniew Kupisiewicz
Zbigniew Piotr Kupisiewicz (ur. 19 września 1957 w Przyrowie koło Częstochowy) – polski elektronik, działacz „Solidarności”, sygnatariusz Porozumień Sierpniowych.

## Życiorys
W 1977 roku ukończył Technikum Elektroniczne we Wrocławiu i podjął pracę jako elektronik w Hucie Katowice w Dąbrowie Górniczej. 29 sierpnia 1980 był uczestnikiem strajku w Hucie Katowice. Został wybrany przewodniczącym Komitetu Strajkowego na Wydziale Walcowni Dużej, następnie członkiem Prezydium Międzyzakładowego Huty, w którego imieniu 11 września 1980 roku podpisał wraz z reprezentującym stronę rządową Franciszkiem Kaimem Porozumienie Katowickie. 
Był członkiem Prezydium Międzyzakładowej Komisji Robotniczej, następnie do końca 1980 Międzyzakładowego Komitetu Założycielskiego nowych związków zawodowych. Założył i był naczelnym redaktorem pisma „Wolny Związkowiec”. W styczniu 1981 był organizatorem I Ogólnopolskiego Zjazdu Redaktorów Prasy Związkowej w Dąbrowie Górniczej.
13 grudnia 1981 podjął strajk wraz z załogą Huty Katowice. Pełnił funkcję członka Strajkowego Kolegium Redakcyjnego „Wolnego Związkowca”. Po rozbiciu strajku, 23 grudnia 1981 został na terenie huty zatrzymany, przewieziony najpierw do Komendy Miejskiej MO w Będzinie, a następnie do aresztu śledczego w Katowicach, gdzie 5 stycznia 1982 roku, wyrokiem Sądu Wojewódzkiego w Katowicach, został skazany na pięć i pół roku więzienia. W październiku 1982 zwolniony ze względu na stan zdrowia był hospitalizowany w Szpitalu Miejskim w Katowicach-Janowie. 
Sąd Najwyższy w Warszawie po rozpoznaniu w dniu 21 stycznia 1993 sprawy Zbigniewa Kupisiewicza, z powodu rewizji nadzwyczajnej na korzyść oskarżonego (sygn. akt III KRN 235/92) od wyroku Sądu Wojewódzkiego w Katowicach z dnia 05 stycznia 1982 (sygn. IV K 280/81) oraz wyroku Sądu Wojewódzkiego w Katowicach z dnia 26 października 1982 (sygn. akt IV K 180/82), zmienił zaskarżone wyroki i uniewinnił go od popełnienia zarzucanego mu czynu. 
We wrześniu 1989 został przywrócony do pracy w Hucie Katowice. W latach 1990–1994 był radnym gminy Przyrów. W latach 1994–1995 był ponownie redaktorem naczelnym „Wolnego Związkowca”. Od 1 lutego 2010 jest pracownikiem ArcelorMittal Poland SA, obecnego właściciela Huty Katowice.
Odznaczony Złotym Krzyżem Zasługi (2006), Krzyżem Wolności i Solidarności (2011), Krzyżem Oficerskim Orderu Odrodzenia Polski (2020) i Medalem Stulecia Odzyskanej Niepodległości.